# Roy Salvadori
Roy Salvadori va ser un pilot de curses automobilístiques anglès que va arribar a disputar curses de Fórmula 1.
Roy Salvadori va néixer el 12 de maig del 1922 a Dovercourt, Essex, Anglaterra.

## A la F1
Va debutar a la tercera temporada de la història del campionat del món de la Fórmula 1, la corresponent a l'any 1952, disputant el 19 de juliol el GP de Gran Bretanya, que era la cinquena prova del campionat.
Roy Salvadori va arribar a participar en cinquanta curses puntuables (amb dos podis) pel campionat de la F1, entre la temporada 1952 i la temporada 1962.
Fora de la F1 va córrer diverses curses, aconseguint guanyar les 24 hores de Le Mans de l'any 1959.

## Resultats a la Fórmula 1
| Any  | Equip                       | Xassís       | Motor        | 1      | 2       | 3       | 4       | 5       | 6       | 7       | 8       | 9       | 10    | 11    | Posició | Punts |
| ---- | --------------------------- | ------------ | ------------ | ------ | ------- | ------- | ------- | ------- | ------- | ------- | ------- | ------- | ----- | ----- | ------- | ----- |
| 1952 | G. Caprara                  | Ferrari      | Ferrari      | SUI    | 500     | BEL     | FRA     | GBR 8   | ALE     | HOL     | ITA     |         |       |       | -       | 0     |
| 1953 | Connaught Engineering       | Connaught    | Lea-Francis  | ARG    | 500     | HOL Ret | BEL     | FRA Ret | GBR Ret | ALE Ret | SUI     | ITA Ret |       |       | -       | 0     |
| 1954 | Gilby Engineering Ltd.      | Maserati     | Maserati     | ARG    | 500     | BEL     | FRA Ret | GBR Ret | ALE     | SUI     | ITA     | ESP     |       |       | -       | 0     |
| 1955 | Gilby Engineering Ltd.      | Maserati     | Maserati     | ARG    | MON     | 500     | BEL     | HOL     | GBR Ret | ITA     |         |         |       |       | -       | 0     |
| 1956 | Gilby Engineering Ltd.      | Maserati     | Maserati     | ARG    | MON     | 500     | BEL     | FRA     | GBR Ret | ALE Ret | ITA 11  |         |       |       | -       | 0     |
| 1957 | Owen Racing Organisation    | BRM          | BRM          | ARG    | MON DNQ | 500     |         |         |         |         |         |         |       |       | 19è     | 2     |
| 1957 | Vandervell Products Ltd.    | Vanwall      | Vanwall      |        |         |         | FRA Ret |         |         |         |         |         |       |       | 19è     | 2     |
| 1957 | Cooper Car Company          | Cooper       | Climax       |        |         |         |         | GBR 5   | ALE Ret | PES Ret | ITA     |         |       |       | 19è     | 2     |
| 1958 | Cooper Car Company          | Cooper       | Climax       | ARG    | MON Ret | HOL 4   | 500     | BEL 8   | FRA 11  | GBR 3   | ALE 2   | POR 9   | ITA 5 | MAR 7 | 4t      | 15    |
| 1959 | High Efficiency Motors      | Cooper       | Climax       | MON 6  | 500     |         | FRA Ret |         |         |         |         | USA Ret |       |       | -       | 0     |
| 1959 | David Brown Corporation     | Aston Martin | Aston Martin |        |         | HOL Ret |         | GBR 6   | ALE     | POR 6   | ITA Ret |         |       |       | -       | 0     |
| 1960 | High Efficiency Motors      | Cooper       | Climax       | ARG    | MON Ret | 500     |         |         |         |         |         |         | USA 8 |       | -       | 0     |
| 1960 | David Brown Corporation     | Aston Martin | Aston Martin |        |         |         | HOL NVS |         | BEL     | FRA     |         |         |       |       | -       | 0     |
| 1960 | David Brown Corporation     | Aston Martin | Aston Martin |        |         |         |         |         |         | GBR Ret | POR     | ITA     |       |       | -       | 0     |
| 1961 | Yeoman Credit Racing Team   | Cooper       | Climax       | MON    | HOL     | BEL     | FRA 8   | GBR 6   | ALE 10  | ITA 6   | USA Ret |         |       |       | 17è     | 2     |
| 1962 | Bowmaker-Yeoman Racing Team | Lola         | Climax       | HOL NC | MON Ret | BEL     | FRA Ret | GBR Ret | ALE Ret | ITA Ret | USA NVS | SUD Ret |       |       | -       | 0     |

### Resum
| Curses: | Victòries: | Pòdiums: | Poles: | Voltes ràpides: | Punts: |
| ------- | ---------- | -------- | ------ | --------------- | ------ |
| 50      | 0          | 2        | 0      | 0               | 19     |